# Piazza del Duomo (Milano)
Piazza del Duomo (Piazza del Domm in dialetto milanese, AFI: [ˈpjasa del ˈdɔm]) è la piazza principale di Milano. Dominata dal Duomo di Milano, da cui il nome, è il centro vitale della città, punto d'incontro dei milanesi per celebrare importanti eventi e, insieme all'adiacente Galleria Vittorio Emanuele II, luogo iconico per eccellenza della metropoli, nonché meta di visitatori e turisti provenienti da tutto il mondo.

## Descrizione

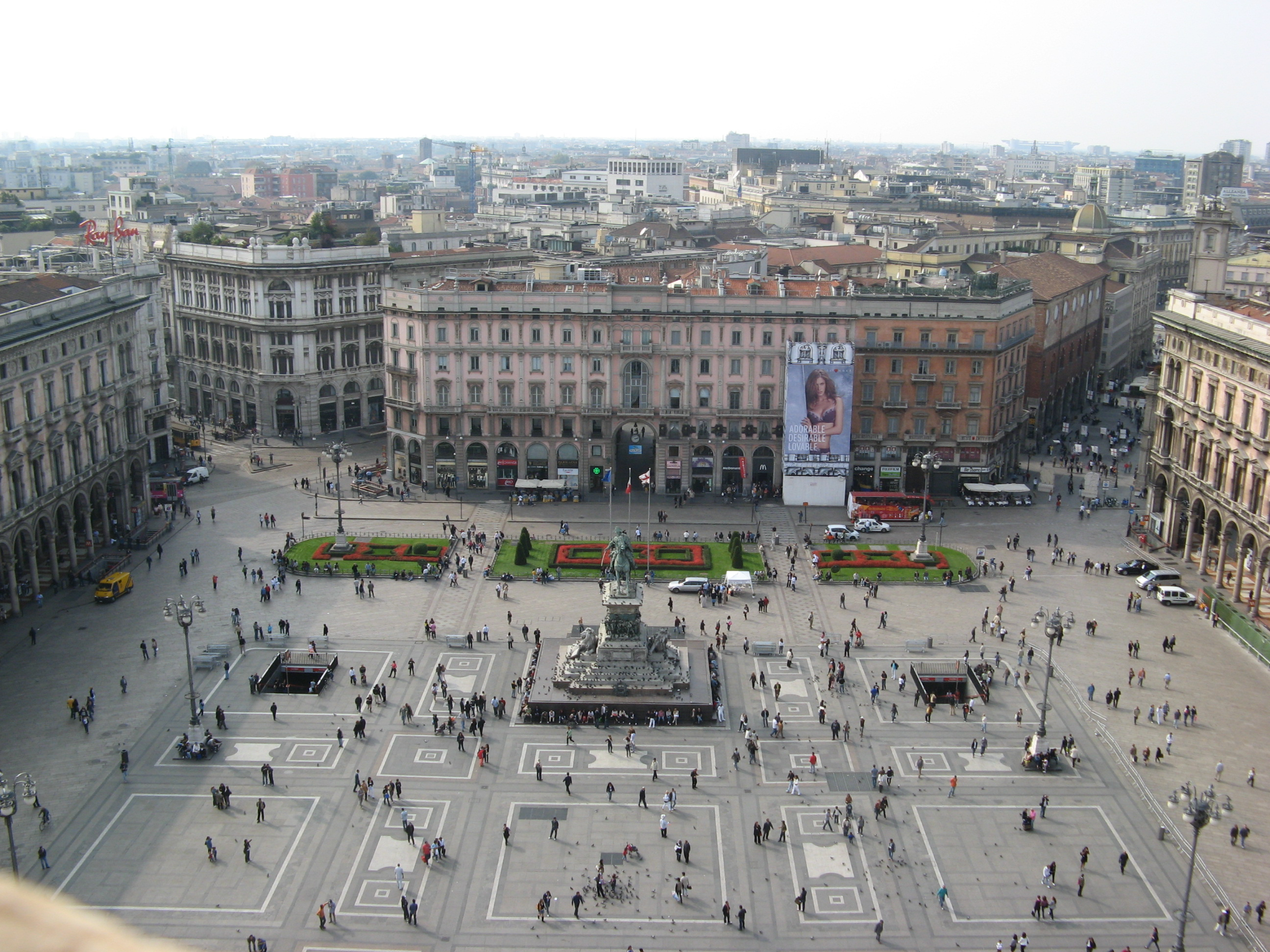
Vista della piazza dal tetto del Duomo

Il sedime principale della piazza ha una superficie di circa 17 000 metri quadrati e di forma rettangolare, invece considerando l'area racchiusa dagli edifici circostanti, disposti in funzione del Duomo che chiude la prospettiva di sfondo della piazza, la superficie è di 47 200 m2 il che la fa diventare una delle piazze più grandi d'Italia.
Dominata dall'imponente fronte gotica del Duomo, e decorata al centro dal monumento equestre a Vittorio Emanuele II eretto nel 1896, la piazza è circondata da svariate architetture di periodi diversi.
Sorge di fronte alla mole del duomo palazzo Carminati, mentre ai lati maggiori della piazza si contrappongono simmetrici i portici meridionali affiancati dalle due torri dell'Arengario e quelli settentrionali accompagnati dall'ingresso monumentale della Galleria.

## Storia

### La realizzazione

Il complesso episcopale di Milano sovrapposto alla moderna piazza del Duomo. Il complesso episcopale, che fu demolito per permettere la costruzione del Duomo di Milano, era costituito dalla basilica di Santa Tecla (nomi originari paleocristiani basilica maior o basilica nova), il battistero di San Giovanni alle Fonti, la cattedrale di Santa Maria Maggiore (nomi originari paleocristiani basilica vetus o basilica minor) e il battistero di Santo Stefano alle Fonti.

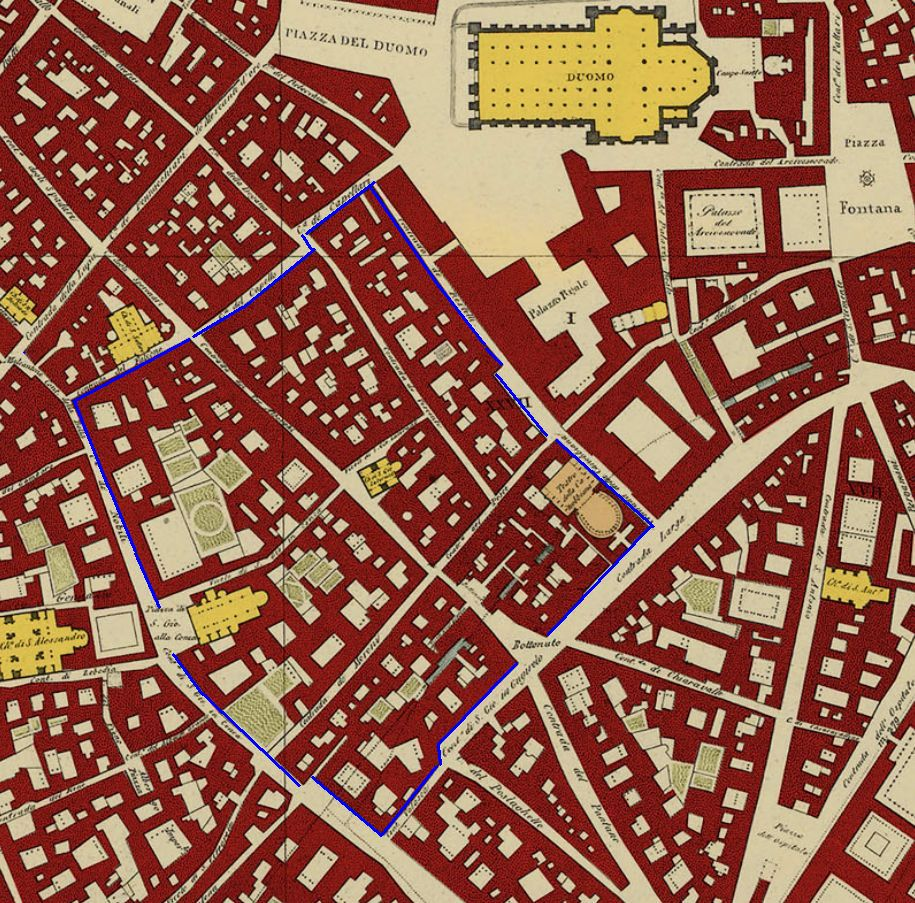
Mappa di Milano del 1814, che mostra lo scomparso quartiere del Bottonuto (delimitato da una sottile linea blu) e piazza del Duomo, con il Rebecchino, il Coperto dei Figini e la cosiddetta "Manica Lunga" di Palazzo Reale, che fu demolita per permettere la costruzione del Palazzo dell'Arengario

La nascita della piazza si può in un certo senso far risalire ad Azzone Visconti, il quale, allo scopo di creare uno spazio utile alle attività mercantili da affiancare alla nutrita serie di botteghe che circondavano Santa Tecla, fece creare piazza dell'Arengo tra la cattedrale di Santa Maria Maggiore e basilica di Santa Tecla. Per creare lo spazio necessario alla piazza fece demolire, intorno al 1330, le taverne che si trovavano accanto alla cattedrale. I lavori per la realizzazione della piazza subirono un notevole rallentamento alla morte di Azzone.
Gian Galeazzo Visconti, nel 1385 fece abbattere le case del vescovo e dei canonici, nel 1387 fece abbattere anche il battistero di S. Giovanni alle Fonti. In ogni caso su piazza dell'Arengo avvengono pochi interventi, anche a causa del Duomo, i cui lavori stanno iniziando dietro Santa Maria Maggiore. Nel 1458 con la benedizione di papa Pio II, in seguito a una bolla papale dell'11 novembre, Francesco Sforza e la Fabbrica del Duomo ottengono il permesso per demolire la basilica di Santa Tecla per creare una grande piazza degna del Duomo. Nel febbraio del 1477 Bona di Savoia accordò la piazza alla Fabbrica del Duomo.

### Dal XVI secolo all'Unità d'Italia
Nel 1548 Vincenzo Seregni realizzò un nuovo progetto per la piazza del Duomo. Essendo questi anni di ristrettezze finanziarie, l'unica opera che viene realizzata tra tutte quelle previste dal Seregni è la demolizione del Paradiso e della nuova Santa Tecla (sorta nel 1481 sfruttando la facciata superstite della basilica originaria), creando così una piazza quadrata di fronte al Duomo.
Con l'apertura del palazzo Reale del Piermarini, nasce una seconda piazza posta lateralmente alla prima e a essa collegata.
In epoca napoleonica si pensa nuovamente a un ampliamento della piazza, a scapito del Coperto dei Figini e dell'isolato del Rebecchino. Dai progetti presentati si evidenzia la volontà di sminuire il ruolo del Duomo a favore di edifici civili, quali archi di trionfo, e un grande edificio da adibire a tribunale e sede delle associazioni professionali. Anche in questo caso, per mancanza di soldi, il progetto sarà rinviato.
Anche durante il successivo periodo della Restaurazione (1814-1859), si realizzò un nuovo progetto per la piazza, commissionato dal nuovo imperatore Ferdinando I a Giulio Beccaria. Delle varie fasi previste dal progetto, l'unica che viene realizzata è quella nella zona dietro il Duomo, dove vengono demolite le case del cantiere della Fabbrica del Duomo, per costruire il nuovo palazzo della Fabbrica.

### Il progetto del Mengoni

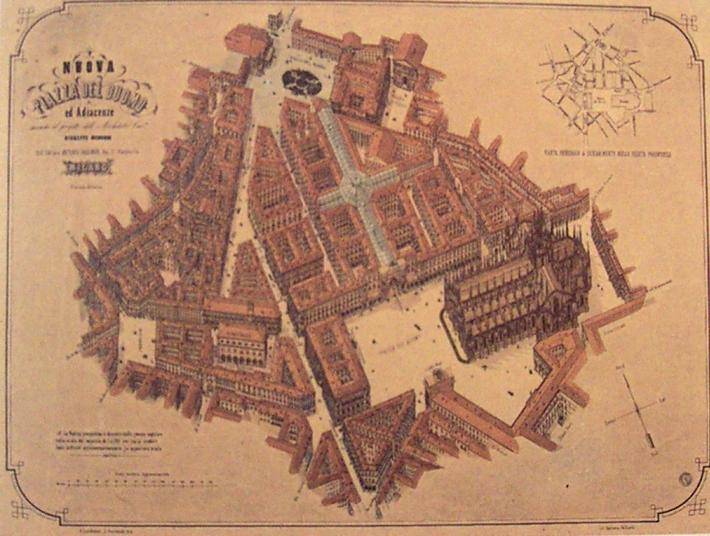
Il progetto di Giuseppe Mengoni

Il quartiere del Rebecchino (a destra) in piazza del Duomo, 1870, che è stato demolito nell'ottobre 1875

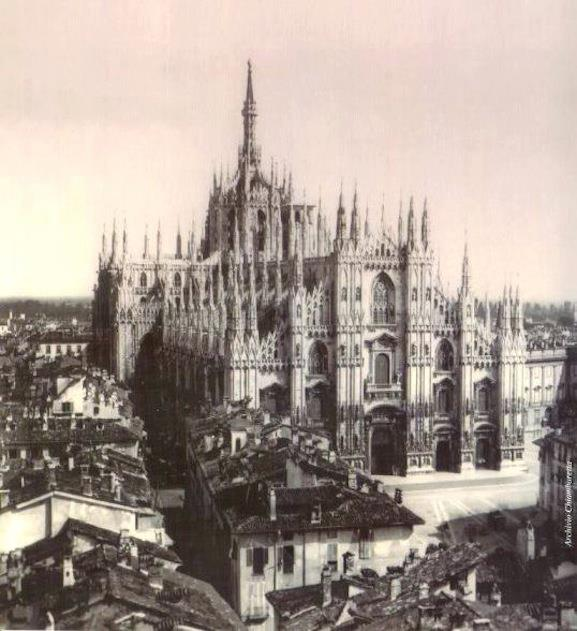
Piazza del Duomo a metà del XIX secolo, prima delle demolizioni che hanno poi portato alla costruzione della Galleria Vittorio Emanuele II e dei portici

La piazza deve la sua fisionomia attuale alle ristrutturazioni fatte eseguire dall'architetto Giuseppe Mengoni che nel periodo compreso tra il 1865 e il 1873 fece allargare notevolmente il precedente sagrato della cattedrale cittadina.
In seguito alle vittorie franco-piemontesi, e con l'avvicinarsi della nascita del nuovo Regno d'Italia, la nuova giunta, già nel 1860 ipotizza di rifare completamente l'intera piazza. Nell'aprile del 1860, i cittadini milanesi vengono invitati a presentare idee per la nuova piazza e per la nuova strada da intitolare a Vittorio Emanuele II. I progetti presentati, serviranno per determinare meglio i contorni del progetto e per indire pubblicamente un concorso il 1º maggio 1861. I diciotto progetti presentati vengono esaminati nell'estate del 1862. La commissione ne premierà quattro, giudicandoli però non del tutto validi. Benché non presente tra i progetti premiati quello del Mengoni riscuote notevoli consensi.
Nel 1863 si indice un nuovo concorso, che verrà per l'appunto vinto dal Mengoni, il cui progetto verrà approvato dal Consiglio comunale il 15 settembre 1863. Dopo alcune modifiche al progetto, approvate nel 1864, il 7 marzo 1865 Vittorio Emanuele II può porre la prima pietra della Galleria, che verrà realizzata in soli tre anni. L'apertura al pubblico avviene infatti il 15 settembre 1867.
Terminata la Galleria, si procede con i lavori per la Piazza, ma la società vincitrice dell'appalto, la londinese City of Milan Improvements Company Limited, inizia a mostrare segni di fragilità finanziaria, costringendo il Comune ad acquistare la Galleria e le aree al di sopra delle quali stanno sorgendo le nuove quinte della piazza, ossia i palazzi dei portici settentrionali e meridionali. L'area a est della galleria viene invece ceduta a privati, che restano vincolati a proseguire i lavori secondo quanto previsto nel progetto del Mengoni. I portici e i relativi edifici vengono terminati nel 1875.
Restano da realizzare soltanto i due archi di trionfo, sulle cui sorti le autorità comunali appaiono subito piuttosto titubanti, a causa dell'assenza di fondi. Il Mengoni tuttavia, agognando il compimento della propria opera, si impegna finanziariamente nel relativo appalto. Tuttavia il 30 dicembre 1877 durante un sopralluogo precipita tragicamente dai ponteggi, in circostanze decisamente poco chiare. La morte viene fatta passare come un incidente, ma fin dall'inizio corrono varie voci su un possibile suicidio del grande architetto, o addirittura su un omicidio.
Con Mengoni muore per sempre lo stesso progetto e le speranze di portarlo a compimento: dalla sua morte la piazza rimase praticamente immutata; solo nel 1896 venne inaugurato al suo centro il monumento equestre a Vittorio Emanuele II.

### XX Secolo

In primo piano la "Manica Lunga", ala sporgente verso piazza del Duomo che apparteneva a Palazzo Reale, demolita a metà degli anni trenta per lasciare spazio al Palazzo dell'Arengario

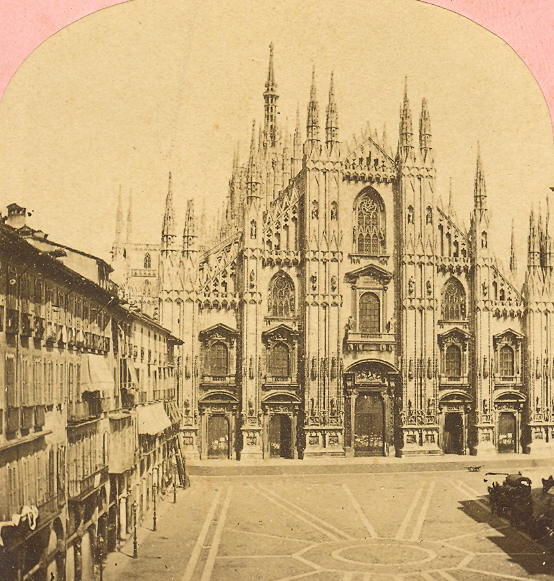
Piazza del Duomo nel 1860 circa. Sulla sinistra si intravede il Coperto dei Figini, che è stato demolito nel 1864.

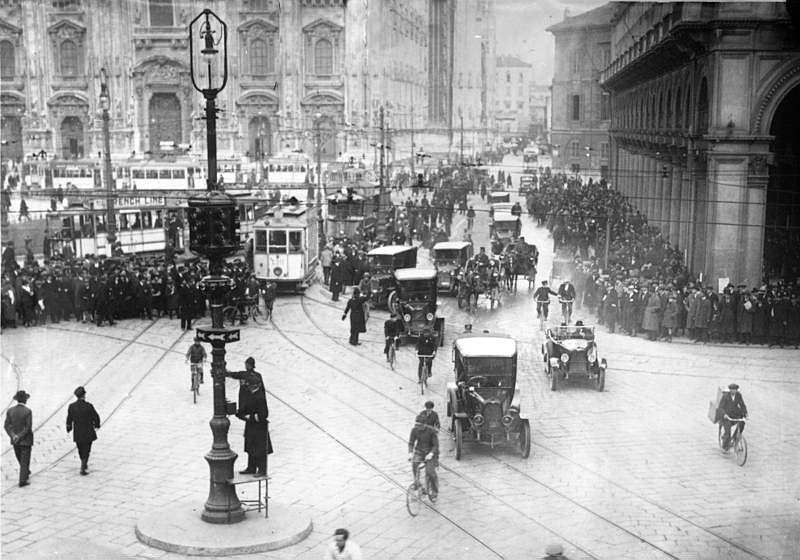
1926: la circolazione in Piazza Duomo vista dall'inizio di via Torino

Nel 1928 l'architetto Piero Portaluppi realizzò il nuovo sagrato e la pavimentazione della piazza.
Nel 1936, nel luogo in cui dovevano sorgere i due archi di trionfo, viene realizzato il palazzo dell'Arengario, rivestito col marmo rosa di Candoglia, lo stesso con cui è costruito il Duomo, con bassorilievi scolpiti e usato da Mussolini come luogo da cui affacciarsi per arringare la folla durante i suoi discorsi pubblici milanesi.
Del progetto originario è rimasto irrealizzato il palazzo di fondo, rimane infatti ancora oggi visibile il Palazzo Carminati, da cui sono state recentemente rimosse le insegne pubblicitarie luminose che ne coprivano interamente la facciata.
Durante la seconda guerra mondiale sotto la piazza venne costruito un rifugio antiaereo e le aiuole davanti a Palazzo Carminati vennero coltivate a frumento, nell'ambito della campagna degli orti di guerra.
A cavallo tra gli anni 1950 e 1960 sotto la piazza venne costruita la stazione della metropolitana, prima utilizzata per la linea rossa o linea 1 e quindi anche per quella gialla o linea 3.
Con la costruzione della linea 3 della metropolitana, attivata nel 1990, l'architetto Ignazio Gardella progettò un monumento sul lato ovest, così da riportare la piazza alle proporzioni previste dal progetto mengoniano. Il progetto non fu tuttavia realizzato.
Piazza del Duomo costituisce anche il punto da cui tradizionalmente inizia la Stramilano.
Verso la fine del secolo venne installata temporaneamente, sul lato della piazza una fontana i cui getti d'acqua riprendevano la forma della cattedrale.

### Secolo XXI
Pochi cambiamenti avvengono dagli anni 2000 in poi. C'è da sottolineare l'introduzione, per la prima volta, di alberi nel contesto della piazza, piantumati nel 2014 che, non superando i 14 metri d'altezza, non nascondono la facciata del Palazzo Carminati.
Il 15 febbraio 2017 sono iniziati i lavori di piantumazione di palme (Trachycarpus fortunei) alle quali si aggiungeranno piante di banano (Musa ensete), operazione sponsorizzata Starbucks. Questo rinnovamento, previsto per tre anni, progettato dall'architetto milanese Marco Bay ha ottenuto alterni consensi.

## Monumenti, musei e palazzi

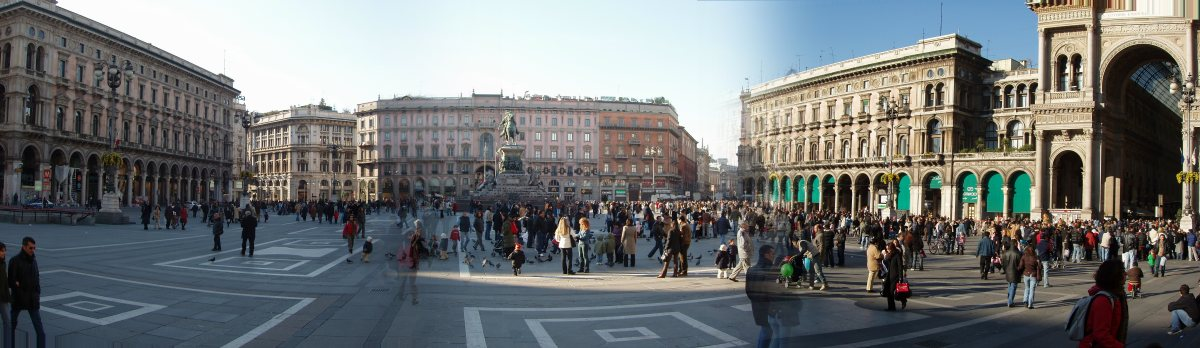
Veduta della piazza con alle spalle il Duomo

I principali monumenti, musei e palazzi che si affacciano su piazza del Duomo sono:
- Duomo
- Galleria Vittorio Emanuele II
- Palazzo dell'Arengario
- Palazzo Carminati
- Palazzo Reale
- Monumento a Vittorio Emanuele II

## Trasporti
- Duomo
- Sono afferenti alla piazza le linee tranviarie 1, 2, 3, 12, 14, 15, 16, 19, 24, 27 e le linee automobilistiche 60 e 61.

## Galleria d'immagini

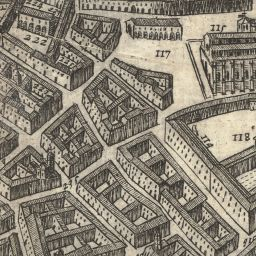
Piazza Mercanti (222) e Piazza del Duomo (117) in una mappa del 1638
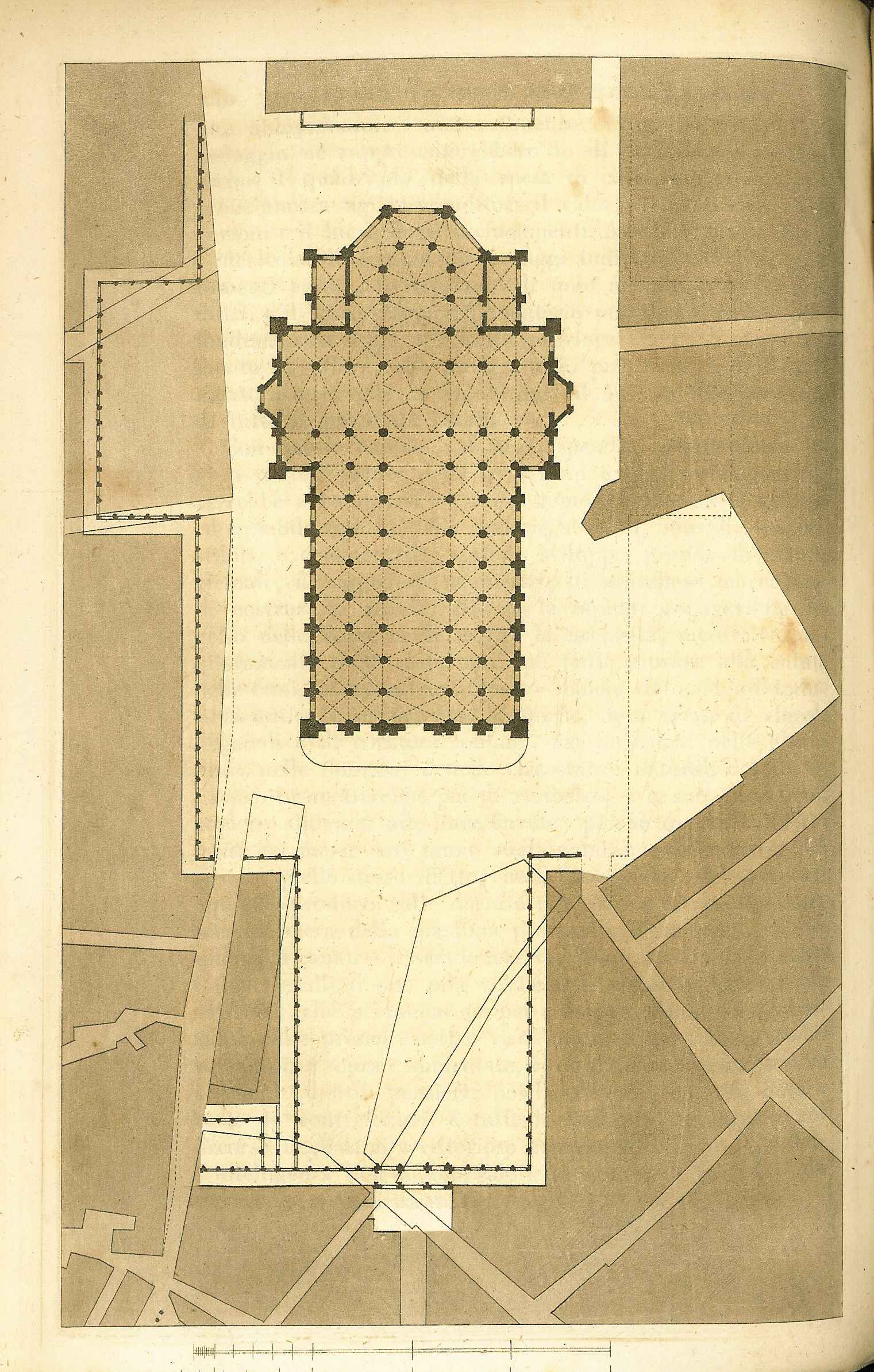
Progetto del 1841 per la creazione di Piazza del Duomo. La linea tratteggiata indica il perimetro previsto, i corpi scuri rappresentano gli edifici esistenti, in gran parte da demolire.
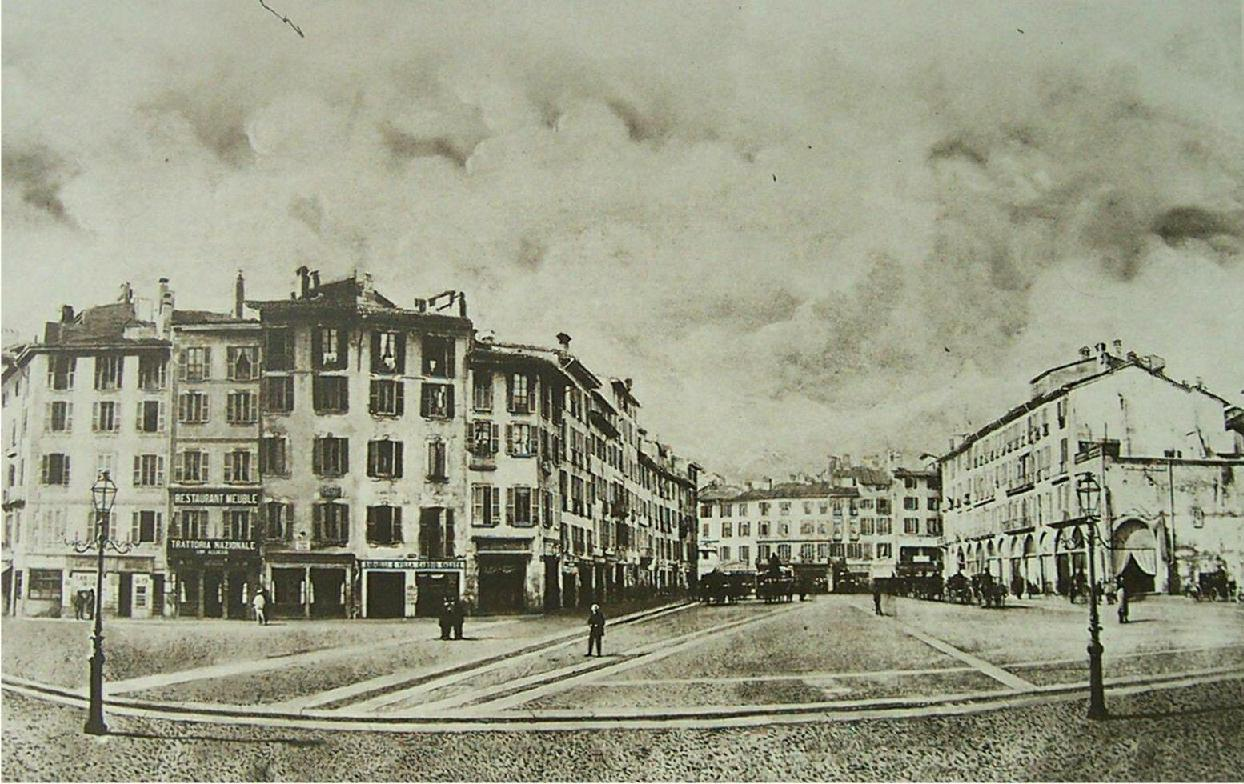
Fotografia anonima di Piazza Duomo di Milano (vista dal sagrato del Duomo) verso il 1865, prima delle demolizioni. Sulla destra il "Coperto dei Figini", anch'esso demolito per fare spazio alla Piazza.
I portici meridionali di piazza del Duomo in costruzione, 1873
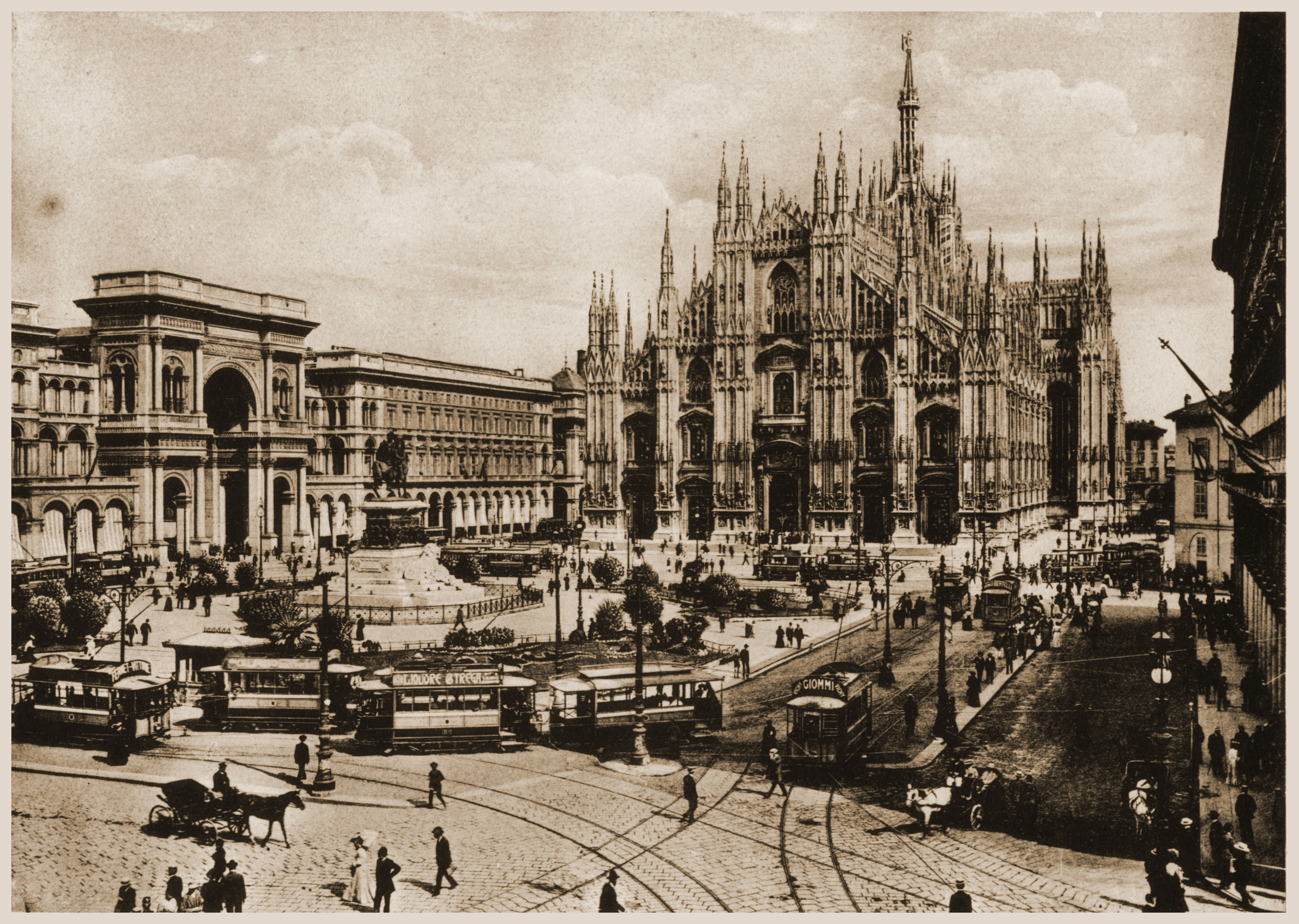
La piazza prima del rifacimento del sagrato e della costruzione dell'Arengario
Piazza del Duomo a Milano in una foto scattata dal sagrato del Duomo precedente al 1864, anno della demolizione del Coperto dei Figini, che si vede sulla destra. Sulla sinistra si intravede invece il Rebecchino, storico quartiere di Milano demolito nel 1875.
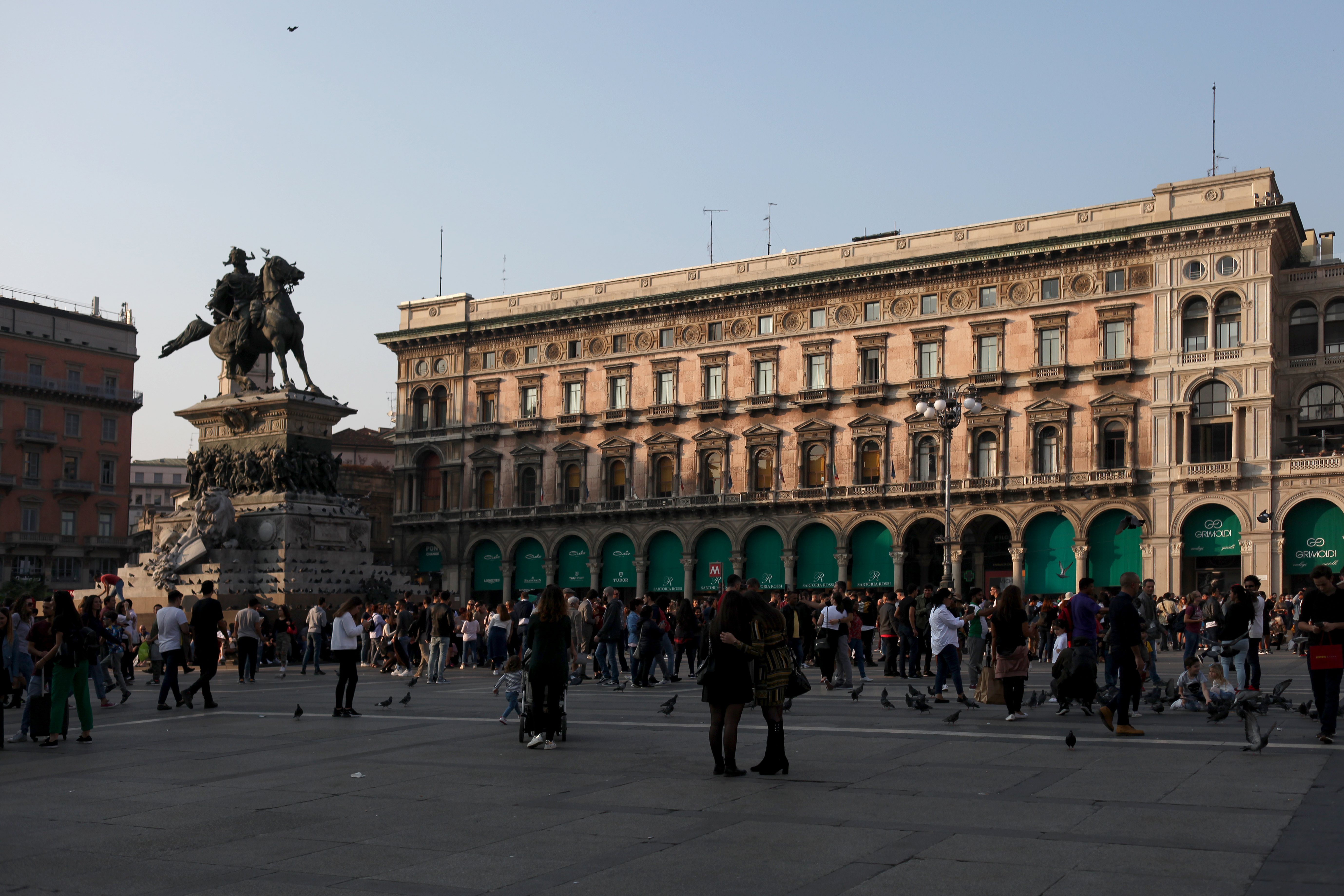
I portici settentrionali con il monumento a Vittorio Emanuele II
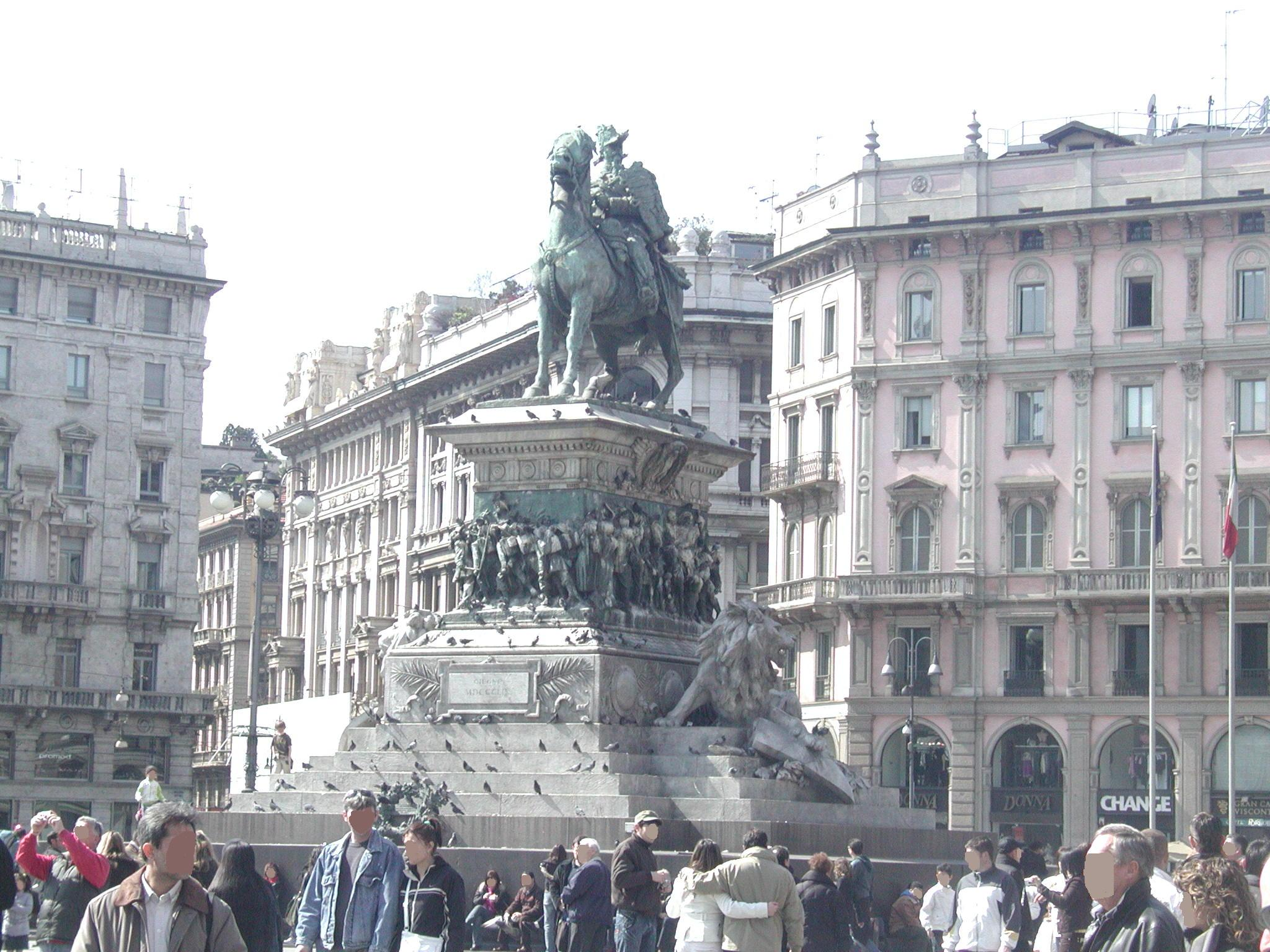
Statua di Vittorio Emanuele II
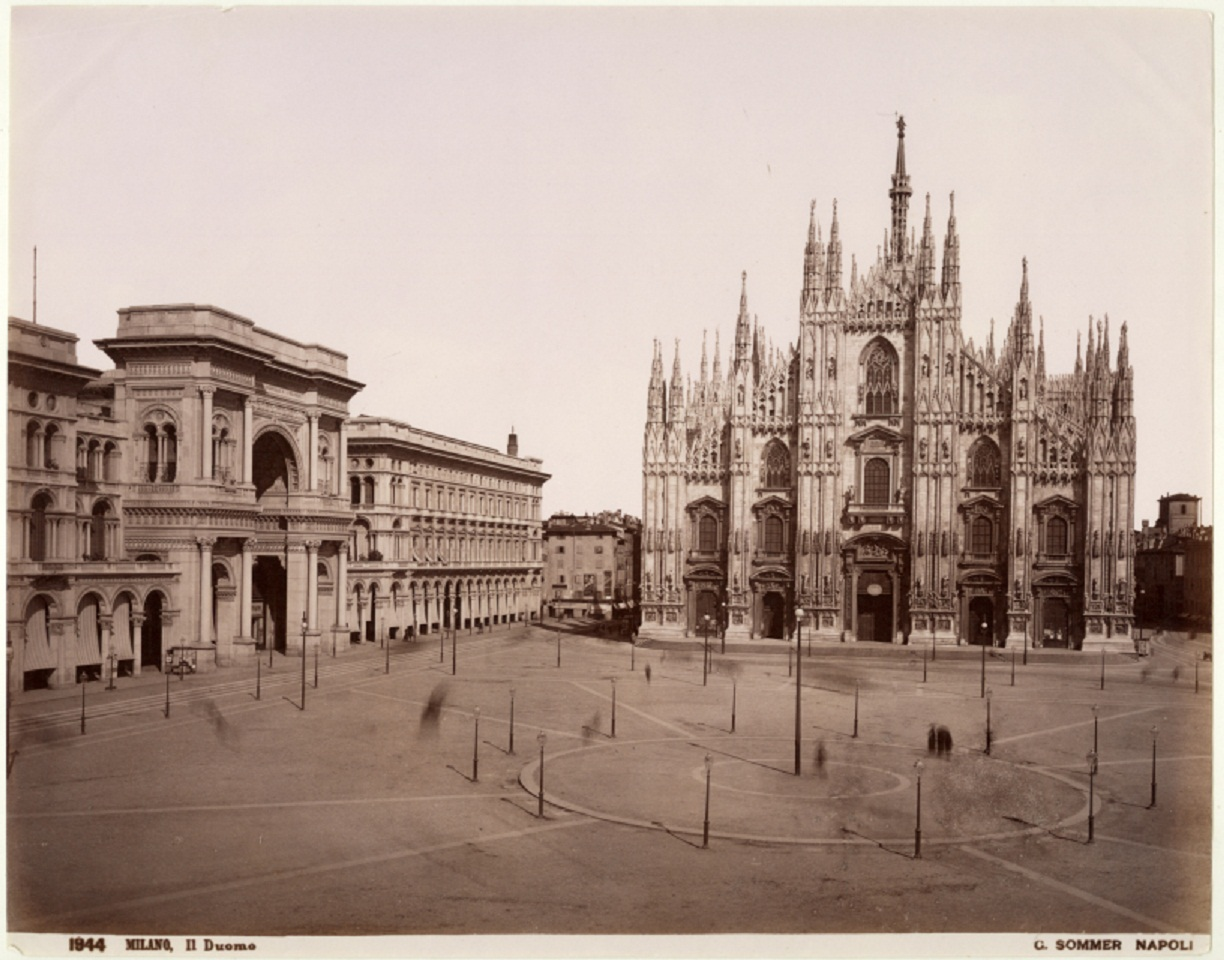
Piazza del Duomo, 1890 circa, dopo la costruzione della Galleria Vittorio Emanuele II
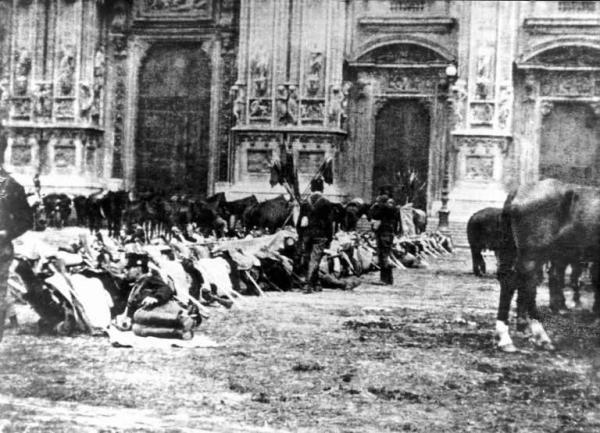
Moti di Milano del 1898, Piazza del Duomo presidiata dalle truppe di Bava Beccaris
La fontana provvisoria del 1995[7]
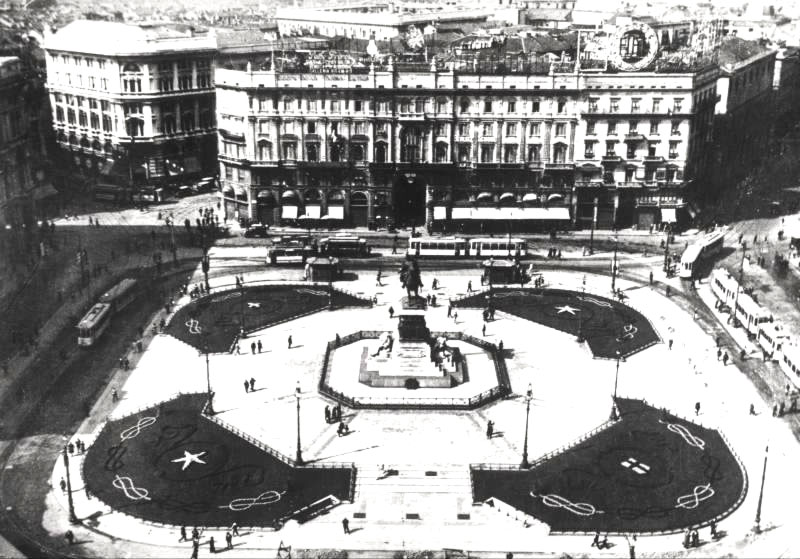
Piazza Duomo in una foto d'epoca: si noti il monumento equestre a Vittorio Emanuele II
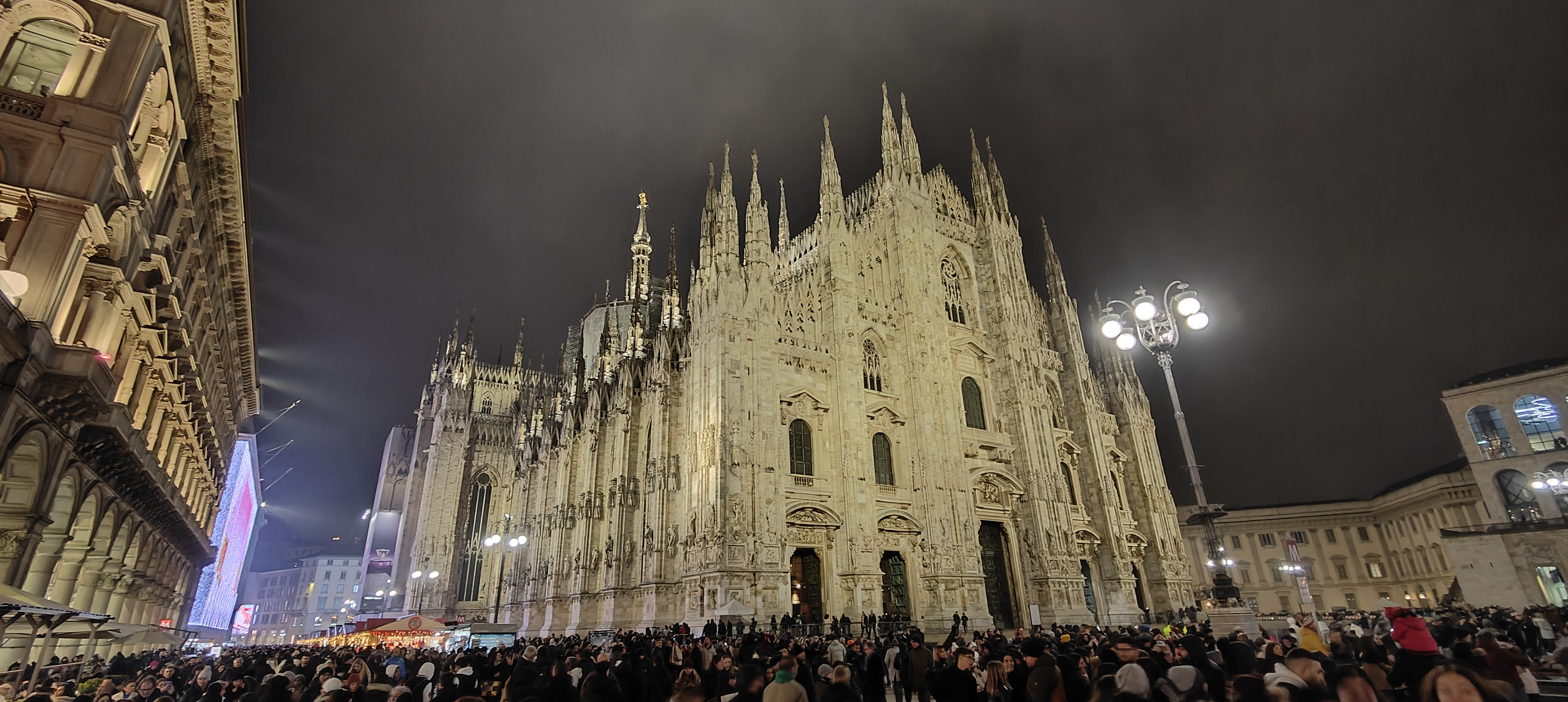
Il Duomo visto dal lato verso la Galleria Vittorio Emanuele II